# Neottia smallii
Neottia smallii là một loài thực vật có hoa trong họ Lan. Loài này được (Wiegand) Szlach. mô tả khoa học đầu tiên năm 1995.

## Hình ảnh

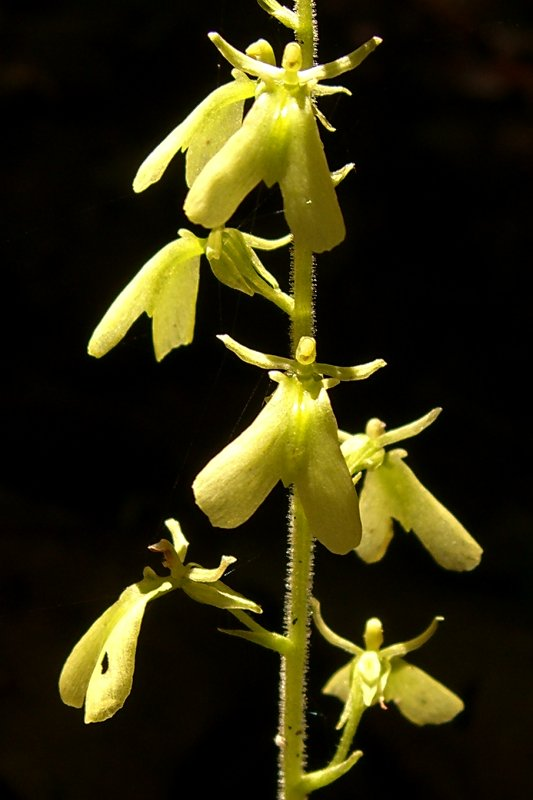